# Красно-синий стул
Красно-синий стул (нидерл. Rood-blauwe stoel) — произведение нидерландского архитектора и дизайнера Геррита Ритвельда. Стул был сконструирован в 1918 году, примерно тогда же, когда Ритвельд вошёл в художественную группу «Стиль» (нидерл. De Stijl), и стал одним из программных произведений для созданного группой стиля неопластицизм. Сейчас красно-синий стул находится в Музее современного искусства в Нью-Йорке.
Красно-синий стул имеет все элементы, которые отличают произведения входивших в «Стиль» художников: стандартная цветовая палитра, геометрические фигуры как основа композиции, сочетание ярко выраженных горизонтальных и вертикальных плоскостей. Свою характерную цветовую гамму стул приобрёл в 1923 году, когда Ритвельд под влиянием картин Пита Мондриана покрасил его в «основные цвета»: красный, жёлтый, синий и чёрный. Фотография стула была опубликована в журнале группы «Стиль», позже он экспонировался на выставках, организованных Баухаусом, и имел большой успех.
Ритвельд отверг традиционное мнение, что предметы мебели должны быть мягкими, позволяющими утонуть в себе. По словам искусствоведа Пола Овери, одна из функций стульев, созданных Ритвельдом, не давать человеку расслабиться, заставить его всегда быть в тонусе.